# Frieden von Landsberg
Der Frieden von Landsberg (polnisch Pokój w Landsbergu) im Jahre 1329 beendete den Feldzug des polnischen Königs Władysław I. Ellenlang gegen den Markgrafen von Brandenburg Ludwig V. Wittelsbach. Den Frieden unterzeichnete für das Königreich Polen der Posener Woiwode Vinzenz von Samter.

## Vorgeschichte
Im Jahr 1320 starben in Brandenburg die Askanier aus. Kaiser Ludwig IV. setzte in Brandenburg gegen den Willen des Papstes seinen Sohn Ludwig V. 1323 als Markgrafen ein. Papst Johannes XXII. exkommunizierte daher Ludwig IV. und rief 1325 Polen und Pommern dazu auf, in Brandenburg zu intervenieren. Pommern schloss mit Ludwig jedoch bereits 1326 Frieden, während Władysław I. mit einer Streitmacht aus Polen und Litauern im Frühjahr 1326 in die Neumark einfiel. Die Polen und Litauer verwüsteten das Land Lebus.
Dass der polnische König auch „heidnische“ (litauische) Truppen gegen einen christlichen Nachbarn einsetzte, kostete ihn die Unterstützung zumal der schlesischen Fürsten. Deren Abkehr ermöglichte es König Johann von Böhmen, zusammen mit mehreren schlesischen Herzögen (Heinrich VI. von Breslau, Bolesław III. von Brieg und Liegnitz und andere), sowie dem mit den Böhmen verbündeten Deutschen Orden, 1327 und 1328 Polen anzugreifen. Sowohl die Wedel aus Brandenburg als auch die Nałęcz aus Großpolen, zu denen Vinzenz von Samter gehörte, drängten auf einen Waffenstillstand, da beide Adelsgeschlechter wirtschaftlich miteinander verbunden waren und der Krieg ihre Ländereien verwüstete. Auch Władysław I. war an einer Beilegung des Konfliktes gelegen, um sich auf den Kampf mit dem Deutschen Orden und den Böhmen zu konzentrieren. Der Friedensschluss wurde im August 1329 in Landsberg an der Warthe unterzeichnet.

## Beschlüsse
Polen erhielt von der Markgrafschaft Brandenburg die Ländereien um Meseritz und Schwerin an der Warthe zurück. Der Waffenstillstand war für drei Jahre geschlossen worden, wurde jedoch zu einem dauerhaften Frieden. Einer der Garanten des Friedens war Vinzenz von Samter.

## Nachgang
Der Frieden zwischen dem Königreich Polen und der Mark Brandenburg hielt bis in die Neuzeit an. Władysław I. konnte sich auf den Kampf gegen Böhmen und den Deutschen Orden konzentrieren. Diese Konflikte wurden beim Ersten Hoftag von Visegrád und im Frieden von Kalisch beigelegt.